# Hans Peter Rohr
Hans Peter Rohr (indicato anche come Hans-Peter o Hanspeter; 4 settembre 1943) è un ex sciatore alpino svizzero.

## Biografia
Specialista della discesa libera, Rohr ottenne tutti i suoi risultati agonistici di rilievo in tale specialità, sebbene abbia gareggiato in tutte le specialità dello sci alpino; debuttò in campo internazionale in occasione del trofeo del Lauberhorn 1965 (Wengen, 9 gennaio), dove si classificò 15º, e nel 1965 si piazzò 2º al Critérium de la première neige (Val-d'Isère, 19 dicembre). Nel 1966 vinse la discesa libera degli International American Championships (Stowe, 18 marzo) e ai Mondiali di Portillo 1966, sua unica presenza iridata, fu 11º sempre nella discesa libera, l'unica gara nella quale prese il via.
In Coppa del Mondo esordì durante la stagione inaugurale, il 14 gennaio 1967 a Wengen (18º), e ottenne il primo podio il 27 gennaio seguente a Megève (2º); nella stessa stagione colse anche il 3º posto nella discesa libera della 3-Tre a Madonna di Campiglio (3 febbraio), non valida per il massimo circuito internazionale. In Coppa del Mondo salì per la seconda e ultima volta sul podio il 9 febbraio 1969 a Cortina d'Ampezzo (3º) e ottenne l'ultimo piazzamento il 14 dicembre dello stesso anno a Val-d'Isère (9º), suo ultimo risultato internazionale; non prese parte a rassegne olimpiche.

## Palmarès

### Coppa del Mondo
- Miglior piazzamento in classifica generale: 16º nel 1967
- 2 podi:
  - 1 secondo posto
  - 1 terzo posto

### Campionati svizzeri
- 2 medaglie (dati parziali):
  - 1 argento (discesa libera nel 1966[10])
  - 1 bronzo (discesa libera nel 1969[1])